# Sarah Paulsen
Sarah Dalsgaard Paulsen (født 27. august 1997 i Hedensted, Danmark) er en dansk håndboldspiller, som spiller venstre back for SønderjyskE Damehåndbold og Danmarks kvindehåndboldlandshold.
Sarah Paulsen kom til Viborg HK fra barndomsklubben ØHK Hedensted i forbindelse med, at hun kom på sportsakademiet i Viborg. Hun fik sin førsteholdsdebut allerede som 16-årig i en ligakamp mod SønderjyskE 22. marts 2014, hvor hun scorede syv mål. Det blev dog i de følgende par år kun til sporadisk spilletid for Paulsen på førsteholdet, men hun fik forlænget sin aftale med klubben i foråret 2016. I sæsonen 2016-2017 etablerede hun sig efterhånden som fast spiller på holdet.
Hun skrev i februar 2021 under på en toårig kontrakt med 1. divisionsklubben SønderjyskE Damehåndbold efter tre år i udlandet.
I november 2024 fik hun debut på det danske kvindelandshold mod Rumænien, hvor hun samtidig scorede 2 mål i debutkampen i Holstebro.